# Iconostigma
Iconostigma là một chi bướm đêm thuộc họ Tortricidae.

## Các loài
- Iconostigma morosa Tuck, 1981
- Iconostigma tryphaena Tuck, 1981